# La Prairie (rivière)
Pour les articles homonymes, voir La Prairie (homonymie) et Prairie.
La Prairie est un cours d'eau qui coule dans l'État du Minnesota aux États-Unis.

## Géographie
Cette rivière prend sa source dans le Comté d'Itasca au lac Stingy Lake. Elle s'écoule vers l'Ouest en traversant de nombreux lacs (Prairie Lake, Lawrence Lake, Crooked Lake, Wolf Lake, Stingy Lake).
Sa longueur est d'environ 450 kilomètres. Ses eaux contribuent au bassin fluvial du fleuve Mississippi dans lequel elle conflue avec le grand fleuve sur le territoire de la ville de La Prairie.

## Histoire
Cette rivière fut dénommée La Prairie à l'époque de la Louisiane française et de l'exploration du Pays des Illinois par les trappeurs et coureurs des bois canadiens-français.